# Química analítica

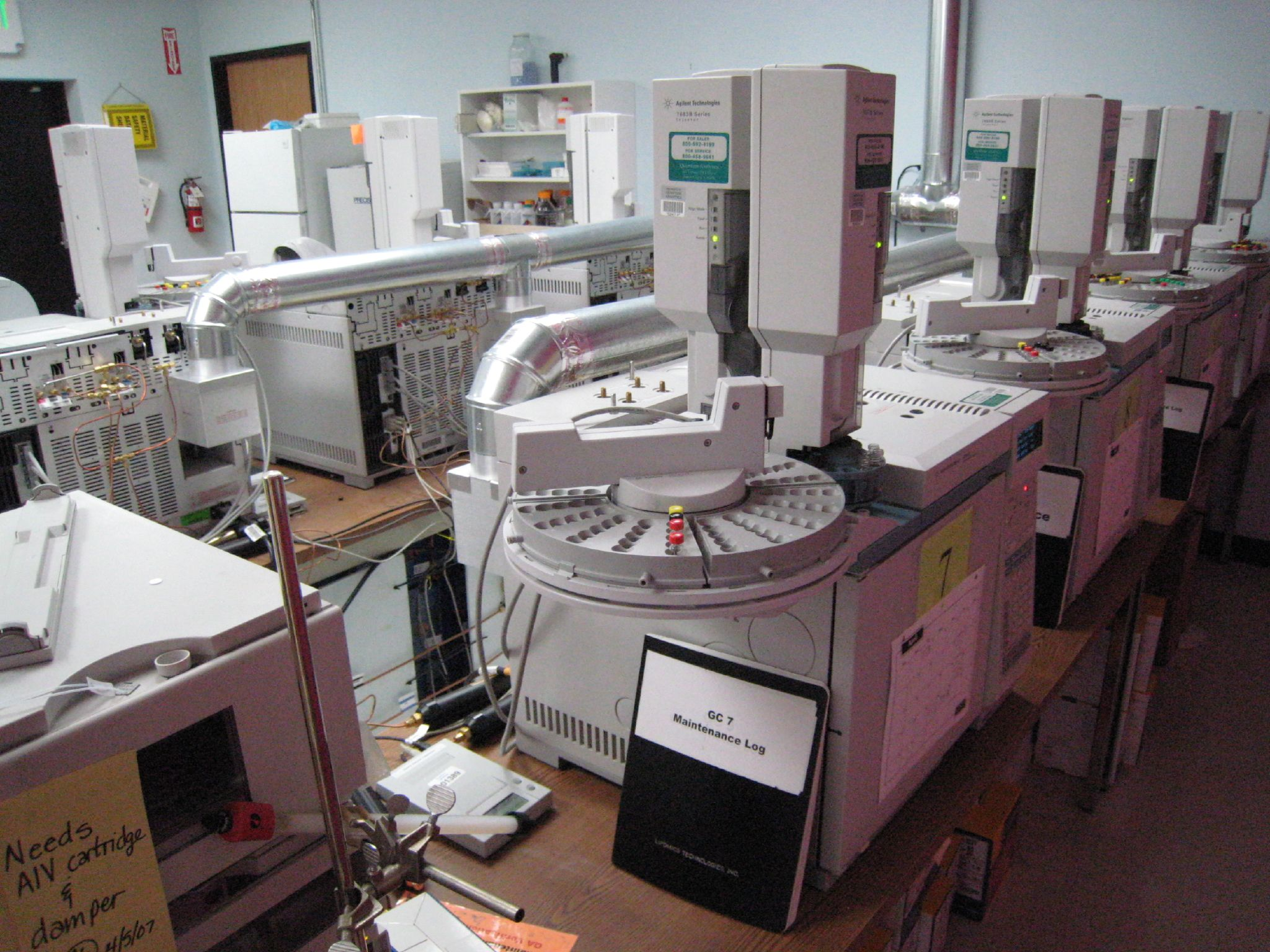
Laboratorio de cromatografía de gases.

La química analítica estudia y utiliza instrumentos y métodos para separar, identificar y cuantificar la materia.  En la práctica, la separación, identificación o cuantificación puede constituir el análisis completo o combinarse con otro método. La separación aísla los analitos. El análisis cualitativo identifica los analitos, mientras que el análisis cuantitativo determina la cantidad o concentración numérica. 
La química analítica consiste en métodos químicos clásicos, (análisis por vía húmeda, a la llama) y métodos instrumentales modernos.  Los métodos cualitativos clásicos usan separaciones como la precipitación, extracción y destilación. La identificación puede basarse en las diferencias de color, olor, punto de fusión, punto de ebullición, radioactividad o reactividad. El análisis cuantitativo clásico utiliza cambios de masa o volumen para cuantificar la cantidad.  Se pueden utilizar métodos instrumentales para separar muestras mediante cromatografía, electroforesis o fraccionamiento de flujo de campo. Luego, se puede realizar un análisis cualitativo y cuantitativo, a menudo con el mismo instrumento y puede usar interacción de luz, interacción de calor , campos eléctricos o campos magnéticos. A menudo, el mismo instrumento puede separar, identificar y cuantificar un analito. 
La química analítica también se centra en las mejoras en el diseño experimental, la quimiometría y la creación de nuevas herramientas de medición. La química analítica tiene amplias aplicaciones para la medicina forense, la medicina, la ciencia y la ingeniería.

## Historia

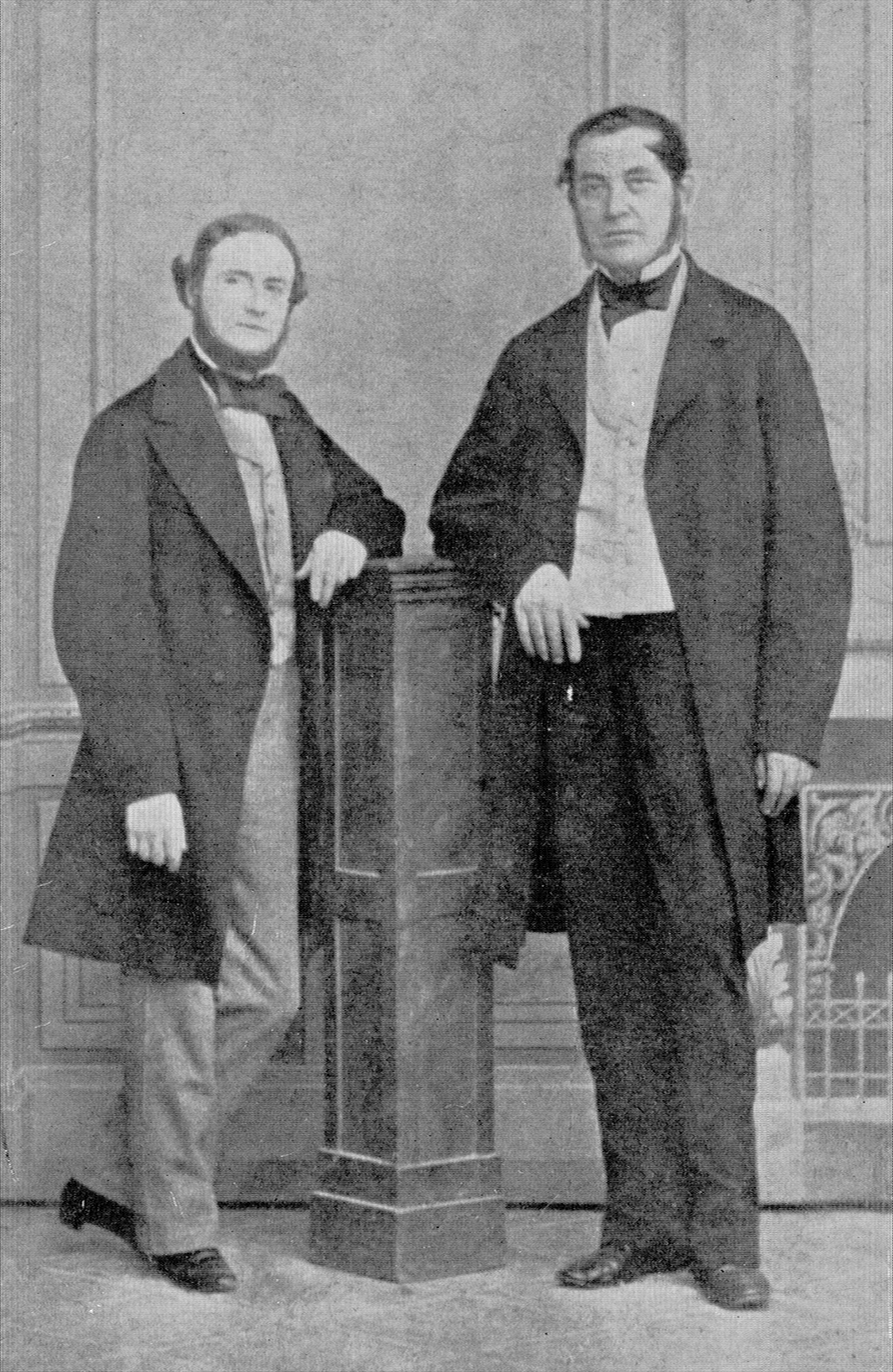
Gustav Kirchhoff (izquierda) y Robert Bunsen (derecha)

La química analítica ha sido importante desde los primeros días de la química, ya que proporciona métodos para determinar qué elementos y sustancias químicas están presentes en la muestra en cuestión. Durante este período, las contribuciones significativas a la química analítica incluyen el desarrollo del análisis elemental sistemático por Justus von Liebig y el análisis orgánico sistematizado basado en las reacciones específicas de los grupos funcionales. 
El primer análisis instrumental fue la espectrometría de emisión de llama desarrollada por Robert Bunsen y Gustav Kirchhoff, quien descubrió el rubidio (Rb) y el cesio (Cs) en 1860.
La mayoría de los principales desarrollos en química analítica tuvieron lugar después de 1900. Durante este período, el análisis instrumental se vuelve progresivamente dominante en el campo. En particular, muchas de las técnicas espectroscópicas y espectrométricas básicas se descubrieron a principios del siglo XX y se refinaron a finales del siglo XX.
Las ciencias de la separación siguen una línea temporal similar de desarrollo y también se transforman cada vez más en instrumentos de alto rendimiento. En la década de 1970, muchas de estas técnicas comenzaron a usarse juntas como técnicas híbridas para lograr una caracterización completa de las muestras. 
Comenzando aproximadamente en la década de los 70 hasta la actualidad, la química analítica se ha ido haciendo cada vez más inclusiva de las cuestiones biológicas (química bioanalítica), mientras que anteriormente se había centrado en gran medida en moléculas orgánicas inorgánicas o pequeñas. Los láseres se han utilizado cada vez más en la química como sondas e incluso para iniciar e influir en una amplia variedad de reacciones. A finales del siglo XX también se observó una expansión de la aplicación de la química analítica de las cuestiones químicas académicas a las cuestiones forenses, ambientales, industriales y médicas, como en la histología.
La química analítica moderna está dominada por el análisis instrumental. Muchos químicos analíticos se centran en un solo tipo de instrumento.  Los académicos tienden a centrarse en nuevas aplicaciones y descubrimientos o en nuevos métodos de análisis. El descubrimiento de un químico presente en la sangre que aumenta el riesgo de cáncer sería un descubrimiento en el que podría estar involucrado un químico analítico. Un esfuerzo por desarrollar un nuevo método podría implicar el uso de un láser sintonizable para aumentar la especificidad y la sensibilidad de un método espectrométrico. Muchos métodos, una vez desarrollados, se mantienen deliberadamente estáticos para que los datos puedan compararse durante largos períodos de tiempo. Esto es particularmente cierto en el aseguramiento de la calidad industrial (QA), aplicaciones forenses y ambientales. La química analítica desempeña un papel cada vez más importante en la industria farmacéutica donde, además del control de calidad, se utiliza en el descubrimiento de nuevos candidatos a fármacos y en aplicaciones clínicas donde la comprensión de las interacciones entre el fármaco y el paciente es fundamental.

## Métodos clásicos

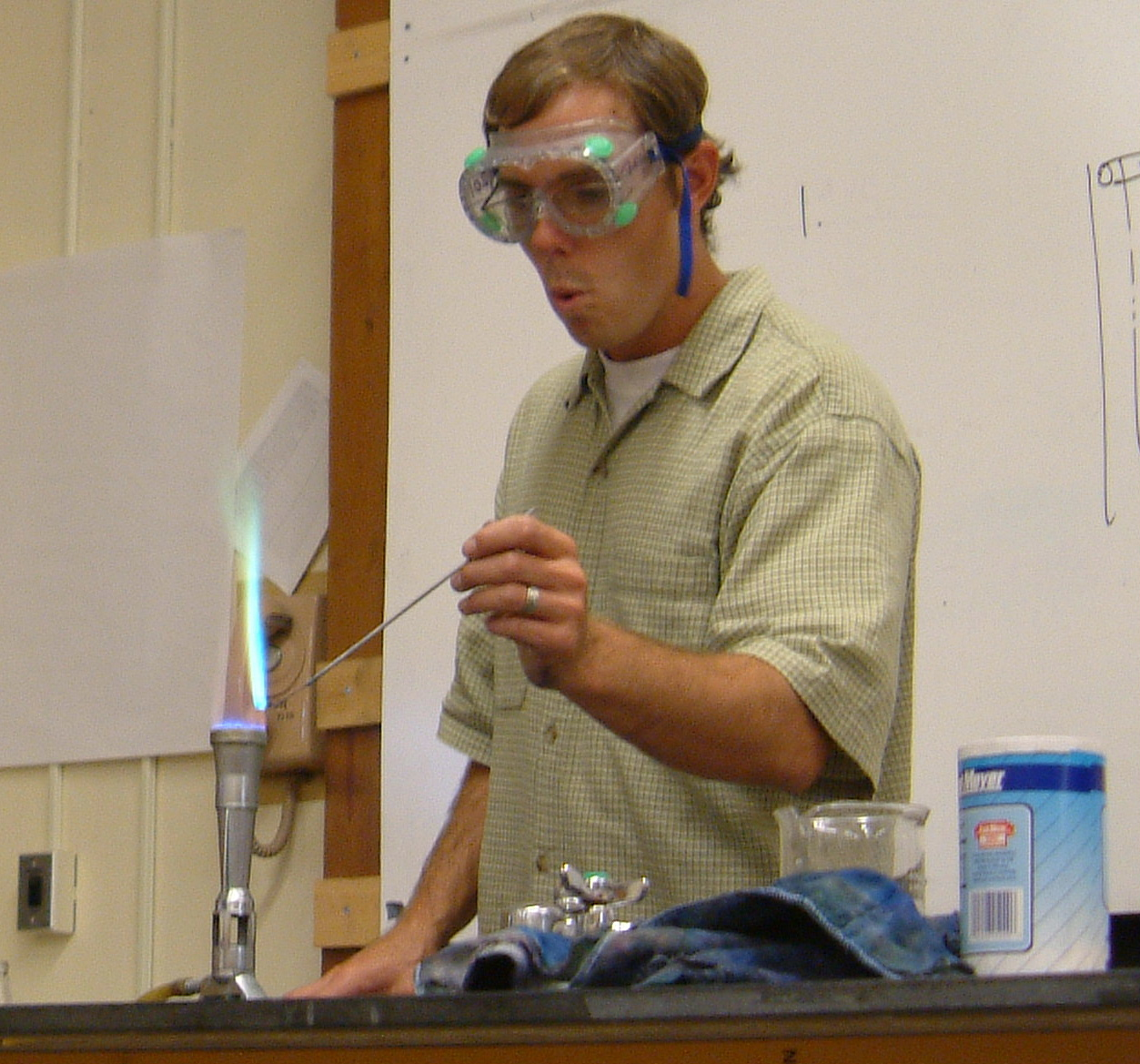
La presencia de cobre en este análisis cualitativo está indicada por el color verde azulado de la llama.

Aunque la química analítica moderna está dominada por la instrumentación sofisticada, las raíces de la química analítica y algunos de los principios utilizados en los instrumentos modernos provienen de técnicas tradicionales, muchas de las cuales aún se utilizan en la actualidad. Estas técnicas también tienden a formar la columna vertebral de la mayoría de los laboratorios educativos de química analítica de pregrado. 

### Análisis cualitativo
Un análisis cualitativo determina la presencia o ausencia de un compuesto en particular, pero no la masa o la concentración. Por definición, los análisis cualitativos no miden la cantidad. 

#### Pruebas químicas
Existen numerosas pruebas químicas cualitativas, por ejemplo, la prueba de ácido para el oro y la prueba de Kastle-Meyer para detectar la presencia de sangre. 

#### Prueba de la llama
El análisis cualitativo inorgánico generalmente se refiere a un esquema sistemático para confirmar la presencia de ciertos iones o elementos, generalmente acuosos, al realizar una serie de reacciones que eliminan los rangos de posibilidades y luego confirman los iones sospechosos con una prueba de confirmación. A veces se incluyen pequeños iones que contienen carbono en tales esquemas. Con la instrumentación moderna, estas pruebas rara vez se usan, pero pueden ser útiles para fines educativos y en trabajos de campo u otras situaciones en las que el acceso a instrumentos de última generación no está disponible o no es conveniente. 

### Análisis cuantitativo
El análisis cuantitativo es la medida de las cantidades de constituyentes químicos particulares presentes en una sustancia. 

#### Análisis gravimétrico
El análisis gravimétrico implica determinar la cantidad de material presente pesando la muestra antes y / o después de alguna transformación. Un ejemplo común utilizado en la educación de pregrado es la determinación de la cantidad de agua en un hidrato calentando la muestra para eliminar el agua de tal manera que la diferencia de peso se deba a la pérdida de agua. 

#### Análisis volumétrico
La titulación implica la adición de un reactivo a una solución que se está analizando hasta que se alcanza algún punto de equivalencia. A menudo se puede determinar la cantidad de material en la solución que se está analizando.  Lo más familiar para aquellos que han tomado química durante la educación secundaria es la titulación ácido-base que implica un indicador de cambio de color. Hay muchos otros tipos de titulaciones, por ejemplo, titulaciones potenciométricas. Estas titulaciones pueden usar diferentes tipos de indicadores para alcanzar algún punto de equivalencia. 

## Métodos instrumentales

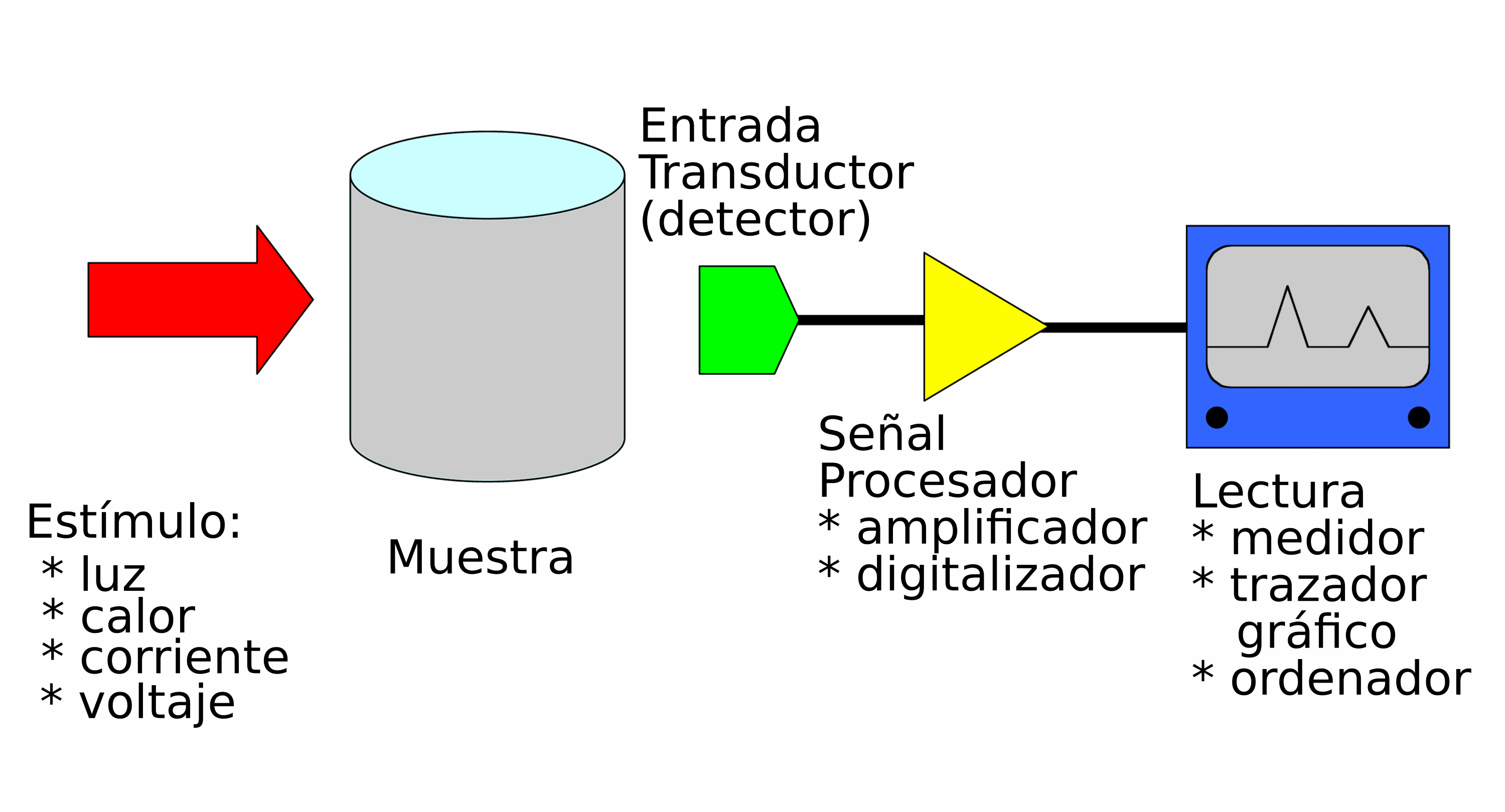
Diagrama de bloques de un instrumento analítico que muestra el estímulo y la medición de la respuesta.

### Espectroscopia
La espectroscopia mide la interacción de las moléculas con la radiación electromagnética. La espectroscopia consta de muchas aplicaciones diferentes, como la espectroscopia de absorción atómica, la espectroscopia de emisión atómica, la espectroscopia ultravioleta-visible, la espectroscopia de fluorescencia de rayos X, la espectroscopia infrarroja , la espectroscopia Raman, la interferometría de polarización dual, la espectroscopia de polarización magnética , la espectroscopia de resonancia magnética nuclear, la espectroscopia de fotoemisión, la espectroscopia de fotodisposición, espectroscopía de microscopía de Motsensis. 

### Espectrometría de masas

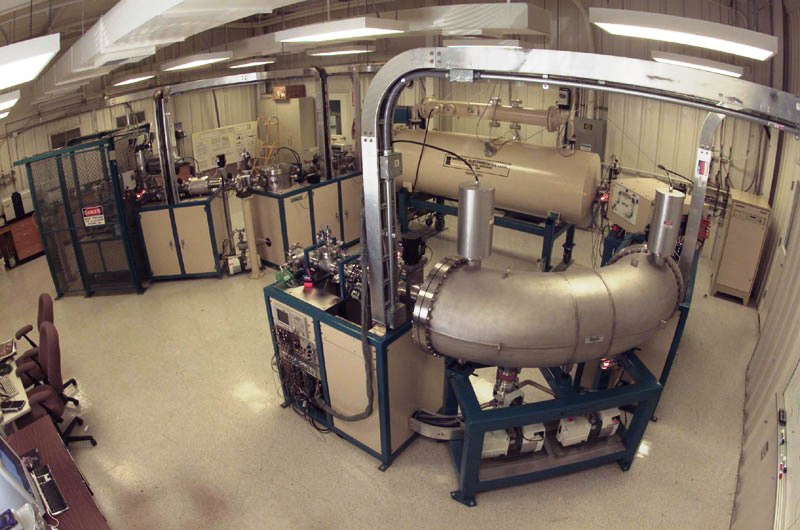
Un espectrómetro de masas de acelerador utilizado para la datación por radiocarbono y otros análisis.

La espectrometría de masas mide la relación masa-carga de las moléculas mediante campos eléctricos y magnéticos. Existen varios métodos de ionización: impacto de electrones, ionización química, electropulverización, bombardeo con átomos rápidos, ionización por desorción láser asistida por matriz, y otros. Además, la espectrometría de masas se clasifica según los enfoques de los analizadores de masas: sector magnético, analizador de masas cuadrupolo, trampa de iones cuadrupolo, tiempo de vuelo, resonancia de ciclotrón de ión de transformada de Fourier, etc.

### Análisis electroquímico
Los métodos electroanalíticos miden el potencial (voltios) y / o la corriente (amperios) en una celda electroquímica que contiene el analito.  Estos métodos se pueden clasificar de acuerdo con los aspectos de la celda que se controlan y los que se miden. Las cuatro categorías principales son potenciometría (se mide la diferencia en los potenciales de los electrodos), culombimetría (la carga transferida se mide con el tiempo), amperimetría (la corriente de la celda se mide con el tiempo) y voltametría (la corriente de la celda se mide mientras se modifica activamente potencial de la célula).

### Análisis térmico
La calorimetría y el análisis termogravimétrico miden la interacción de un material y el calor. 

### Separación

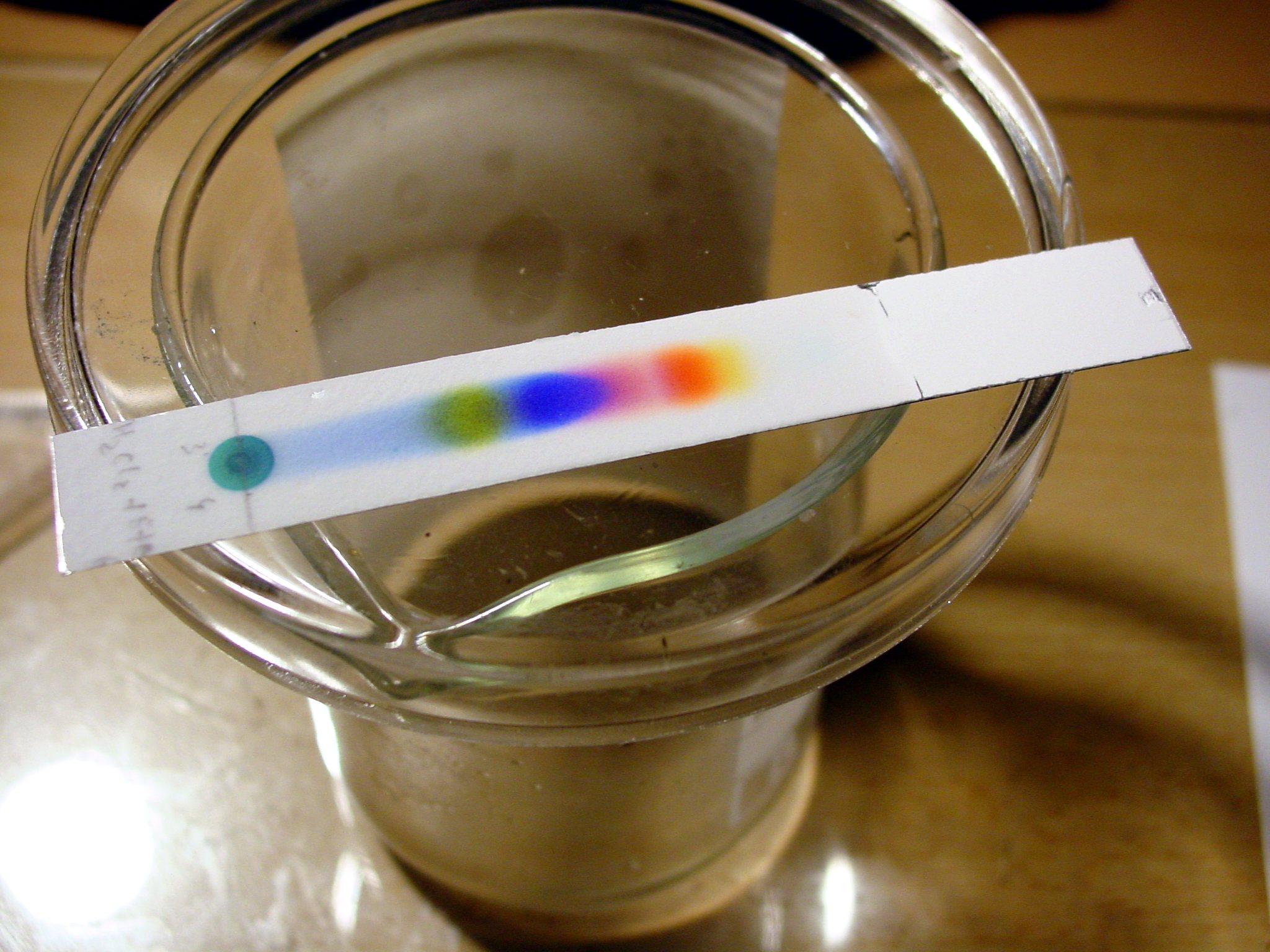
Separación de tinta negra sobre una placa de cromatografía de capa fina.

Los procesos de separación se utilizan para disminuir la complejidad de las mezclas de materiales. La cromatografía, la electroforesis y el fraccionamiento de flujo de campo son representativos de este campo. 

### Técnicas híbridas
Las combinaciones de las técnicas anteriores producen una técnica "híbrida" o "con guion"  Varios ejemplos son de uso popular hoy en día y se están desarrollando nuevas técnicas híbridas. Por ejemplo, la cromatografía de gases-espectrometría de masas, la cromatografía de gases-espectroscopia infrarroja, la cromatografía líquida-espectrometría de masas, la cromatografía líquida-espectroscopía de RMN, la cromatografía líquida, la espectroscopía infrarroja, la electroforesis capilar y la espectrometría de masas.[cita requerida]
Las técnicas de separación con guion se refieren a una combinación de dos (o más) técnicas para detectar y separar los productos químicos de las soluciones. Muy a menudo, la otra técnica es alguna forma de cromatografía. Las técnicas con guiones se utilizan ampliamente en química y bioquímica.  A veces se usa una barra oblicua en lugar de un guion, especialmente si el nombre de uno de los métodos contiene un guion.[cita requerida]

### Microscopía

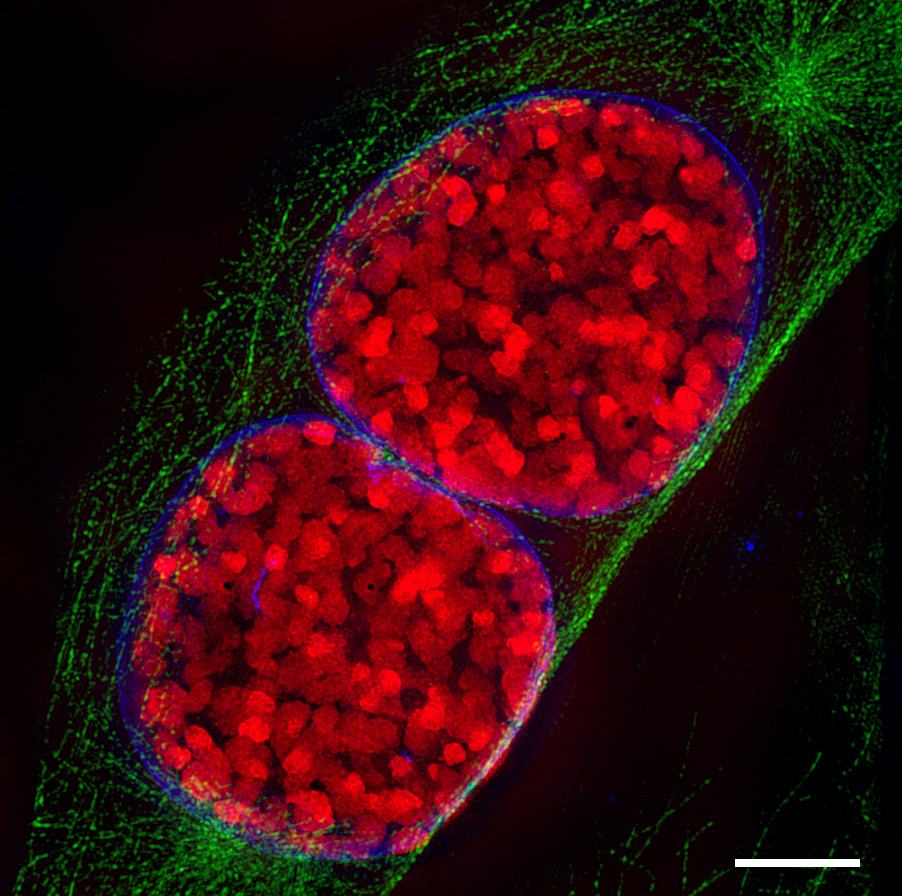
Imagen de microscopio de fluorescencia de dos núcleos de células de ratón en profase (la barra de escala es de 5 µm)

La visualización de moléculas individuales, células individuales, tejidos biológicos y nanomateriales es un enfoque importante y atractivo en la ciencia analítica. Además, la hibridación con otras herramientas analíticas tradicionales está revolucionando la ciencia analítica. La microscopía se puede clasificar en tres campos diferentes: microscopía óptica, microscopía electrónica y microscopía con sonda de barrido.  Recientemente, este campo está progresando rápidamente debido al rápido desarrollo de las industrias de computadoras y cámaras. 

### Lab-on-a-chip
Dispositivos que integran (múltiples) funciones de laboratorio en un solo chip de solo milímetros a unos pocos centímetros cuadrados de tamaño y que son capaces de manejar volúmenes de fluido extremadamente pequeños hasta menos que picolitros. 

## Los errores
El error se puede definir como una diferencia numérica entre el valor observado y el valor verdadero.
Por error, el valor verdadero y el valor observado en el análisis químico se pueden relacionar entre sí mediante la ecuación 
{\displaystyle \varepsilon _{\rm {a}}=|x-{\bar {x}}|}
donde 
- {\displaystyle \varepsilon _{\rm {a}}} es el error absoluto.
- {\displaystyle x} es el verdadero valor
- {\displaystyle {\bar {x}}} es el valor observado.

El error de una medición es una medida inversa de una medición precisa, es decir, cuanto menor sea el error, mayor será la precisión de la medición. 
Los errores se pueden expresar relativamente. Dado el error relativo (  {\displaystyle \varepsilon _{\rm {r}}}): 
{\displaystyle \varepsilon _{\rm {r}}={\frac {\varepsilon _{\rm {a}}}{|x|}}=\left|{\frac {x-{\bar {x}}}{x}}\right|}
El porcentaje de error también se puede calcular: 
{\displaystyle \varepsilon _{\rm {r}}\times 100\%}
Si queremos usar estos valores en una función, también podemos querer calcular el error de la función. Dejar  {\displaystyle f}ser una función con  {\displaystyle N}variables Por lo tanto, la propagación de la incertidumbre se debe calcular para conocer el error en {\displaystyle f}: 
{\displaystyle \varepsilon _{\rm {a}}(f)\approx \sum _{i=1}^{N}\left|{\frac {\partial f}{\partial x_{i}}}\right|\varepsilon _{\rm {a}}(x_{i})=\left|{\frac {\partial f}{\partial x_{1}}}\right|\varepsilon _{\rm {a}}(x_{1})+\left|{\frac {\partial f}{\partial x_{2}}}\right|\varepsilon _{\rm {a}}(x_{2})+\ldots +\left|{\frac {\partial f}{\partial x_{N}}}\right|\varepsilon _{\rm {a}}(x_{N})}

## Normas

### Curva estándar

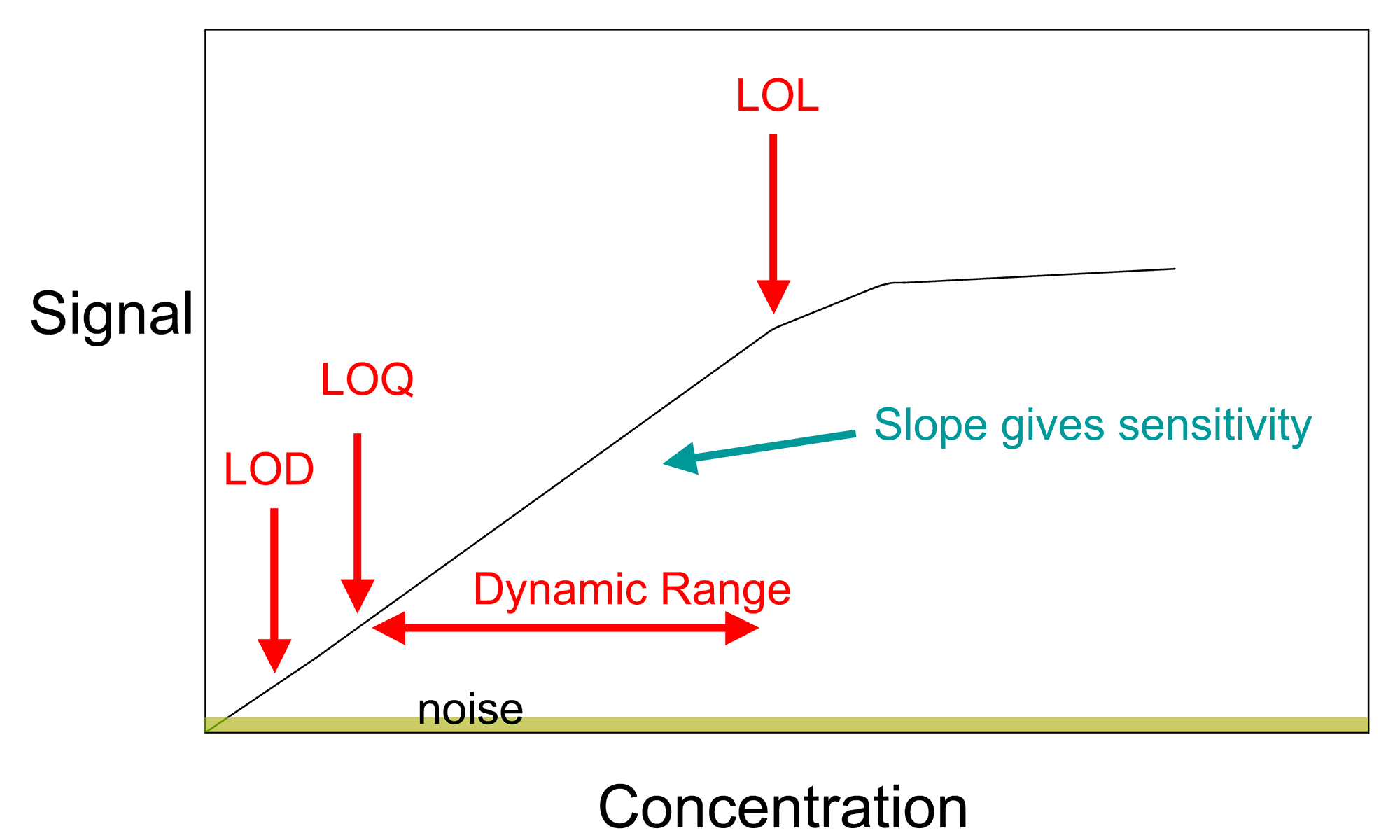
Un gráfico de curva de calibración que muestra el límite de detección (LOD), el límite de cuantificación (LOQ), el rango dinámico y el límite de linealidad (LOL)

Un método general para el análisis de la concentración implica la creación de una curva de calibración. Esto permite determinar la cantidad de un producto químico en un material al comparar los resultados de una muestra desconocida con los de una serie de estándares conocidos.  Si la concentración de elemento o compuesto en una muestra es demasiado alta para el rango de detección de la técnica, simplemente se puede diluir en un disolvente puro. Si la cantidad en la muestra está por debajo del rango de medición de un instrumento, se puede utilizar el método de adición. En este método, se agrega una cantidad conocida del elemento o compuesto en estudio, y la diferencia entre la concentración agregada y la concentración observada es la cantidad realmente en la muestra. 

### Normas internas
A veces, se agrega un estándar interno en una concentración conocida directamente a una muestra analítica para ayudar en la cuantificación. La cantidad de analito presente se determina entonces en relación con el estándar interno como calibrante. Un estándar interno ideal es el analito enriquecido con isótopos que da lugar al método de dilución de isótopos. 

### Adición estándar
El método de adición estándar se usa en el análisis instrumental para determinar la concentración de una sustancia (analito) en una muestra desconocida en comparación con un conjunto de muestras de concentración conocida, similar al uso de una curva de calibración. La adición estándar se puede aplicar a la mayoría de las técnicas analíticas y se usa en lugar de una curva de calibración para resolver el problema del efecto de matriz. 

## Señales y ruido
Uno de los componentes más importantes de la química analítica es maximizar la señal deseada y minimizar el ruido asociado. La figura analítica de mérito se conoce como la relación señal / ruido (S/N o SNR). 
El ruido puede surgir de factores ambientales, así como de procesos físicos fundamentales. 

### Ruido térmico
El ruido térmico es el resultado del movimiento de los portadores de carga (generalmente electrones) en un circuito eléctrico generado por su movimiento térmico.  El ruido térmico es ruido blanco, lo que significa que la densidad espectral de potencia es constante en todo el espectro de frecuencias. 
El valor cuadrático medio del ruido térmico en una resistencia viene dado por
{\displaystyle v_{\rm {RMS}}={\sqrt {4k_{\rm {B}}TR\Delta f}},}
donde k B es la constante de Boltzmann, T es la temperatura, R es la resistencia y {\displaystyle \Delta f} es el ancho de banda de la frecuencia {\displaystyle f}. 

### Disparo
El ruido de disparo es un tipo de ruido electrónico que se produce cuando el número finito de partículas (como electrones en un circuito electrónico o fotones en un dispositivo óptico) es lo suficientemente pequeño como para dar lugar a fluctuaciones estadísticas en una señal. 
El ruido de disparo es un proceso de Poisson y los portadores de carga que forman la corriente siguen una distribución de Poisson. La fluctuación de la corriente cuadrática media está dada por
{\displaystyle i_{\rm {RMS}}={\sqrt {2eI\Delta f}}}
donde e es la carga elemental y I es la corriente promedio.  El ruido de disparo es el ruido blanco. 

### Ruido de parpadeo
El ruido de parpadeo es un ruido electrónico con un espectro de frecuencia de 1/ƒ; A medida que aumenta f, el ruido disminuye. El ruido de parpadeo surge de una variedad de fuentes, como las impurezas en un canal conductor, la generación y el ruido de recombinación en un transistor debido a la corriente de base, y así sucesivamente. Este ruido se puede evitar mediante la modulación de la señal a una frecuencia más alta, por ejemplo, mediante el uso de un amplificador de bloqueo. 

### Ruido ambiental

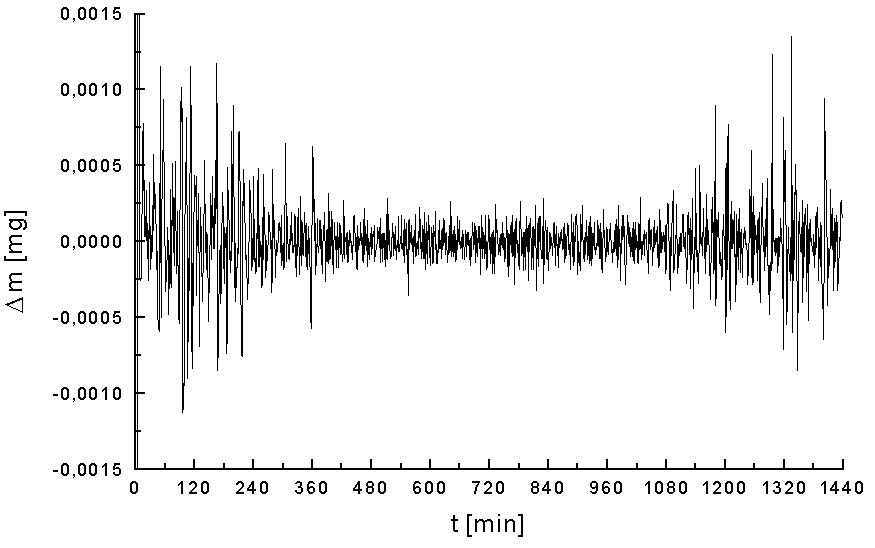
Ruido en un análisis termogravimétrico; un menor ruido en el medio de la trama se debe a una menor actividad humana (y ruido ambiental) durante la noche

El ruido ambiental surge del entorno del instrumento analítico. Las fuentes de ruido electromagnético son líneas eléctricas, estaciones de radio y televisión, dispositivos inalámbricos, lámparas fluorescentes compactas y motores eléctricos. Muchas de estas fuentes de ruido tienen un ancho de banda limitado y, por lo tanto, pueden evitarse. Es posible que se requiera aislamiento de temperatura y vibración para algunos instrumentos. 

### Reducción de ruido
La reducción de ruido se puede lograr en hardware o software de computadora. Ejemplos de reducción de ruido de hardware son el uso de cable blindado, filtrado analógico y modulación de señal. Los ejemplos de reducción de ruido del software son el filtrado digital, el promedio de conjunto, el promedio de vagones y los métodos de correlación.

## Aplicaciones

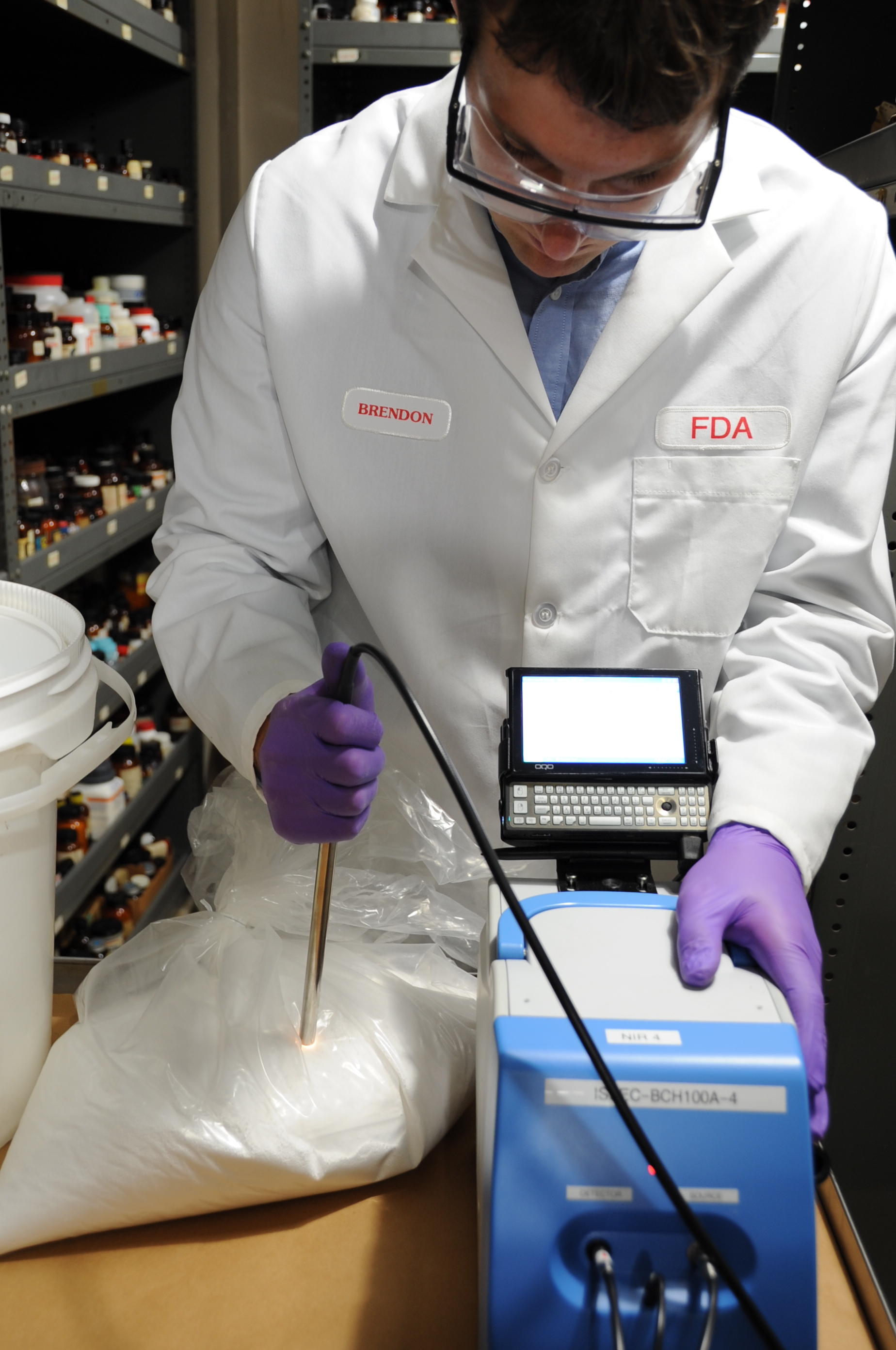
Un científico de la Administración de Drogas y Alimentos de EE. UU. Utiliza un dispositivo portátil de espectroscopia de infrarrojo cercano para detectar sustancias potencialmente ilegales

La química analítica tiene aplicaciones que incluyen ciencias forenses, bioanálisis, análisis clínico, análisis ambiental y análisis de materiales. La investigación en química analítica está impulsada en gran medida por el rendimiento (sensibilidad, límite de detección, selectividad, robustez, rango dinámico, rango lineal, precisión y velocidad) y costo (compra, operación, entrenamiento, tiempo y espacio).  Entre las principales ramas de la espectrometría atómica analítica contemporánea, las más difundidas y universales son la espectrometría de masas y óptica. En el análisis elemental directo de muestras sólidas, los nuevos líderes son la degradación inducida por láser y la espectrometría de masas de ablación con láser, y las técnicas relacionadas con la transferencia de los productos de ablación con láser al plasma acoplado inductivamente.  Los avances en el diseño de láseres de diodo y osciladores paramétricos ópticos promueven desarrollos en la espectrometría de fluorescencia y ionización y también en técnicas de absorción donde se espera que se expandan los usos de las cavidades ópticas para aumentar la longitud de la ruta de absorción efectiva.  El uso de métodos basados en plasma y láser está aumentando.  El interés por el análisis absoluto (sin normas) ha revivido, particularmente en espectrometría de emisiones. Se está haciendo un gran esfuerzo para reducir las técnicas de análisis al tamaño del chip. Aunque hay pocos ejemplos de sistemas de este tipo que compitan con las técnicas de análisis tradicionales, las ventajas potenciales incluyen tamaño/portabilidad, velocidad y costo (sistema de análisis micro total (µTAS) o laboratorio en un chip). La química a microescala reduce las cantidades de productos químicos utilizados. 
Muchos desarrollos mejoran el análisis de los sistemas biológicos.  Algunos ejemplos de campos en rápida expansión en esta área son la genómica, la secuenciación del ADN y la investigación relacionada con la identificación genética y la micromatriz de ADN; proteómica, el análisis de las concentraciones y modificaciones de proteínas, especialmente en respuesta a diversos factores estresantes, en diversas etapas de desarrollo, o en diversas partes del cuerpo, metabolómica, que se ocupa de los metabolitos; transcriptómica, incluyendo ARNm y campos asociados; lipidomica - lípidos y sus campos asociados; peptidómica - péptidos y sus campos asociados; y metalómica , que trata de las concentraciones de metales y, especialmente, de su unión a proteínas y otras moléculas. La química analítica ha jugado un papel fundamental en la comprensión de la ciencia básica para una variedad de aplicaciones prácticas, como aplicaciones biomédicas, monitoreo ambiental, control de calidad de la fabricación industrial, ciencia forense, etc.
Los desarrollos recientes de la automatización informática y las tecnologías de la información han extendido la química analítica a varios campos biológicos nuevos.  Por ejemplo, las máquinas de secuenciación de ADN automatizadas fueron la base para completar los proyectos del genoma humano que llevaron al nacimiento de la genómica.  La identificación de proteínas y la secuenciación de péptidos por espectrometría de masas abrió un nuevo campo de la proteómica. 
La química analítica ha sido un área indispensable en el desarrollo de la nanotecnología. Los instrumentos de caracterización de superficie, los microscopios electrónicos y los microscopios de sonda de barrido permiten a los científicos visualizar estructuras atómicas con caracterizaciones químicas.

## Otras lecturas
- Skoog, D.A.; West, D.M.; Holler, F.J. Fundamentals of Analytical Chemistry New York: Saunders College Publishing, 5th Edition, 1988.
- Bard, A.J.; Faulkner, L.R. Electrochemical Methods: Fundamentals and Applications. New York: John Wiley & Sons, 2nd Edition, 2000.
- Bettencourt da Silva, R; Bulska, E; Godlewska-Zylkiewicz, B; Hedrich, M; Majcen, N; Magnusson, B; Marincic, S; Papadakis, I; Patriarca, M; Vassileva, E; Taylor, P; Analytical measurement: measurement uncertainty and statistics, 2012, ISBN 978-92-79-23070-7.